# Dongxiang

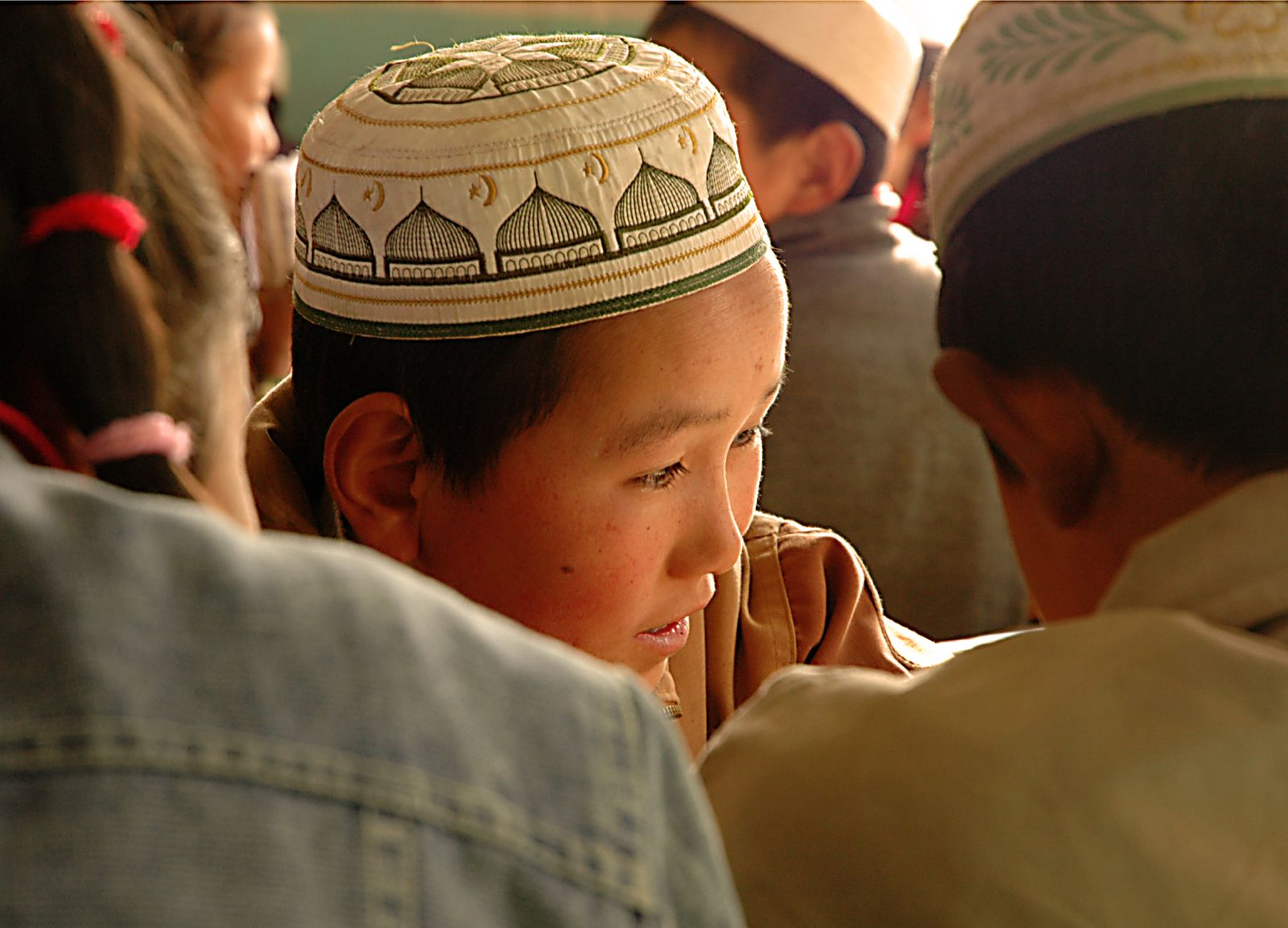
Grundschüler der Dongxiang-Minderheit

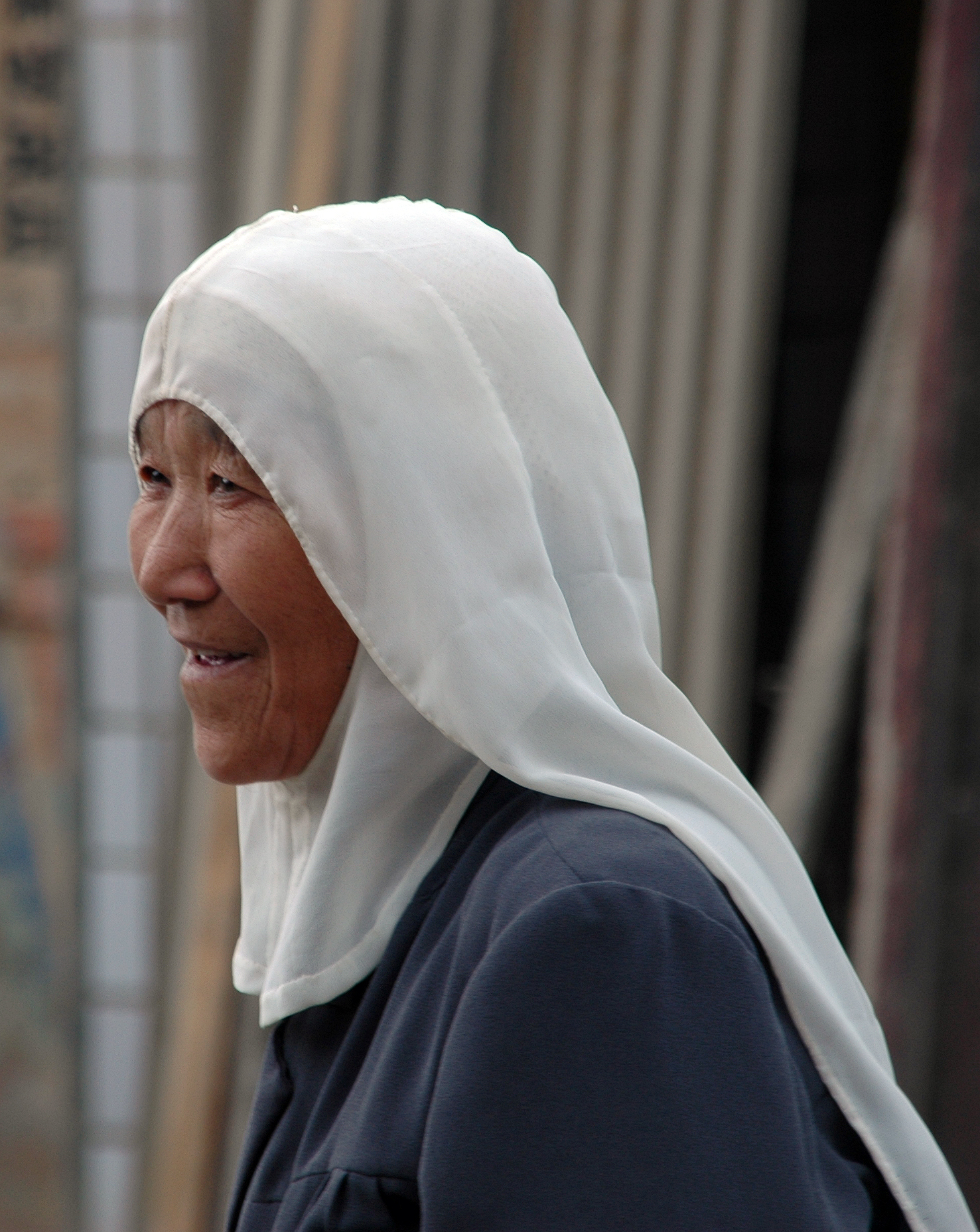
Dongxiang-Frau mit typischer weißer Kopfbedeckung

Die Dongxiang (Selbstbezeichnung Sarta, Santa, chinesisch 东乡族, Pinyin Dōngxiāngzú) sind (wie die Bonan) eine mongolischstämmige muslimische ethnische Minderheit der Volksrepublik China und gehören zu den 56 offiziell anerkannten Nationalitäten des Landes. Nach der letzten Volkszählung im Jahr 2010 zählen sie 621.500 Menschen. Sie leben vor allem in Gansu, Xinjiang, Qinghai und Ningxia. Zusammen mit den Bonan teilen sie sich den Autonomen Kreis Jishishan im Autonomen Bezirk Linxia der Hui der Provinz Gansu, im selben Bezirk gibt es einen weiteren Autonomen Kreis der Dongxiang.
Die Dongxiang leben heute im Westen und Südwesten des mongolischen Siedlungsgebietes. Ihre Vorfahren gerieten im 13. Jahrhundert unter mongolischen Einfluss und bildeten zeitweise die Westgrenze des Mongolenreiches. Sie vermischten sich dadurch mit mongolischen Kriegern, die Gebiete westlich des mongolischen Kerngebietes erschlossen. Die Dongxiang-Sprache gehört zu den Mongolischen Sprachen, ist jedoch wegen der Dominanz der Chinesischen Sprache in ihrer Existenz gefährdet. Die Dongxiang leben größtenteils von Landwirtschaft und Viehzucht. Sie sind bekannt dafür, dass der Genuss von Tee in ihrer Kultur einen hohen sozialen Stellenwert genießt; die aufwändigen Teezeremonien der Dongxiang sind weit über ihr Siedlungsgebiet hinaus bekannt.